# أوتو فريدريش والتر
أوتو فريدريش والتر (و. 1928 – 1994 م) هو محرر أدبي، وشاعر، وكاتب سويسري، شارك في جائزة إنجبورج باخمان  1979 ‏، توفي في سولوتورن، عن عمر يناهز 66 عاماً.

## جوائز
حصل على جوائز منها:

جائزة إذاعة الجنوب الغربي للمتصدرين ‏ (1980)

## وصلات خارجية
- أوتو فريدريش والتر على موقع IMDb (الإنجليزية)
- أوتو فريدريش والتر على موقع مونزينجر (الألمانية)
- أوتو فريدريش والتر على موقع أول موفي (الإنجليزية)
- أوتو فريدريش والتر على موقع قاعدة بيانات الفيلم (الإنجليزية)
- أوتو فريدريش والتر على موقع كينوبويسك (الروسية)